# 雷登桑达塞拉
雷登桑达塞拉是巴西圣保罗州的一个市镇。总面积309.111平方公里，总人口4106人，人口密度13.3人/平方公里。